# Prova delle sirene di allarme generale in Svizzera

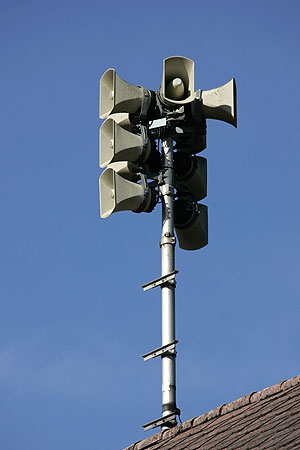
Sirene nel villaggio di Bretzwil in Svizzera

La prova delle sirene in Svizzera è un protocollo di prova stabilito negli anni '70 per verificare il corretto funzionamento tecnico delle sirene di allarme installate in tutto il Paese e della rete che consente l'azionamento di queste ultime a distanza.
In Svizzera, la rete delle sirene fu istituita in seguito all'ordinanza del 18 settembre 1936 relativa all'allarme per la difesa aerea. Le prove delle sirene furono introdotte negli anni '70 e divennero obbligatorie nel 1988. Dal 1982 al 1990 si tenevano due volte all'anno, i primi mercoledì di febbraio e settembre. Dal 1991, a seguito di un intervento parlamentare e a causa delle buone condizioni in cui generalmente si trovavano le sirene, i test sulle 8.200 dispositivi di allarme svizzeri vengono eseguiti solo una volta all'anno, il primo mercoledì di febbraio alle 13:30. 
La popolazione viene avvertita del fatto che si svolgeranno le prove nei giorni immediatamente precedenti, tramite comunicati del governo attraverso i media (pubblicità alla televisione e alla radio). 
Nel malaugurato caso in cui le sirene dovessero essere attivate non per la prova annuale ma per un'emergenza reale (bombardamenti, attacchi chimici o nucleari sul suolo elvetico) la popolazione è invitata dalle autorità a sintonizzarsi sui canali pubblici radiofonici (RSI Rete Uno) e televisivi (RSI LA1) di informazioni, che hanno il compito di trasmettere nelle lingue nazionali i comunicati di emergenza con le istruzioni della confederazione. Nel caso in cui il sistema fosse attivato realmente, gran parte dei militari di riserva dell'Esercito svizzero sarebbe già informata tramite il nuovo sistema di mobilitazione via SMS, istituito a partire dal 2017 per le formazioni ad alto grado di prontezza. 

## Svolgimento dei test
Il test dell'allarme generale è condotto in tre fasi. Per ogni fase la sirena deve emettere un suono oscillante continuo per un minuto : 
- 13:30: le sirene vengono attivate dalla centrale cantonale con ripetizione del suono entro 5 minuti;
- 13:45: le sirene vengono attivate da remoto dalla Protezione Civile;
- 13:55: le sirene vengono attivate manualmente dalla loro posizione.

Se necessario, il test può essere continuato fino alle 14:00. 
Questi orari sono validi per il Cantone Ticino, ad eccezione della fase uno che e nazionale. 

### Allarme acqua
Solo nelle aree sottostanti alle dighe, fra le 14:00 e le 15:15 vengono testate le sirene di allarme acqua, dedicate al rischio di piene e/o alluvioni, con l'emissione di dodici toni bassi di 20 secondi ciascuno, separati da intervalli di dieci secondi.
In caso di reale emergenza, le sirene dell'allarme generale vengono sempre attivate prima di quelle dell'allarme acqua. 

## Risultati dei test
Alla fine del test, ogni anno, tra l'1% ed il 2% delle sirene risultano essere difettose e vengono prontamente riparate. 
Per l'anno 2024 il risultato è stato che il 99% delle sirene ha funzionato perfettamente.
La motivazione che spinge le autorità ad spendere ogni anno ingenti risorse di uomini, mezzi e finanziamenti per svolgere questi test è il mantenimento della rete di sicurezza pubblica che ha contraddistinto la confederazione svizzera negli anni della guerra fredda. Le sirene d'allarme sono solamente uno dei componenti di questa rete per la sicurezza nazionale, che includono anche:
- i bunker antiaerei presenti e mantenuti in funzione in ogni abitazione o comune svizzero;
- l'alto grado di prontezza alla mobilitazione di diverse formazioni dell'esercito;
- la preparazione della protezione civile e delle forze armate a proteggere e mantenere in funzioni strutture sensibili (ponti, sistemi radio e telefonici, ecc..);
- la presenza di ospedali sicuri nei pressi dei centri ospedalieri federali;
- riserve alimentari e di carburante, farmaci, munizioni ed altre merci indispensabili.